# Huehuetoca
Huehuetoca és un dels 125 municipis de l'estat de Mèxic, que limita al nord i a l'oest amb l'estat d'Hidalgo, al sud amb Coyotepec i a l'est amb Tequixquiac i Apaxco. Huehuetoca, prové de la llengua nàhuatl, és un topònim aglutinat que es compon de tres paraules:
- Huehuetl = tambor
- tocaitl = nombre
- c = lloc

Huehuetocac= (Lloc dels nombres de tambors)
El territori municipal de Huehuetoca es localitza a l'extrem meridional de la vall de Mèxic, entre les coordenades geogràfiques extremes: latitud nord en el paral·lel 19 ° 58 '11 ", en paral·lel 20 ° 01' 51"; i longitud oest del meridià de Greenwich 99 ° 05 '00 ", al meridià 99 ° 11' 52"; es troba al nord-est de l'estat de Mèxic i al nord de la ciutat de Mèxic. La capçalera municipal es localitza a una distància aproximada de 82 quilòmetres de la ciutat de Mèxic.